# James Willard
Arthur James Willard (Tambaroora, 22 de abril de 1893 - 10 de junho de 1968) foi um tenista profissional australiano.

## Grand Slam finais

### Simples (1 vice)
| Resultado | Ano   | Campeonato                 | Piso  | Oponente    | Placar        |
| --------- | ----- | -------------------------- | ----- | ----------- | ------------- |
| Vice      | 11926 | Australasian Championships | Grama | John Hawkes | 6–1, 6–3, 6–1 |

### Duplas (2 vices)
| Resultado | Ano  | Campeonato               | Piso   | Parceiro     | Oponentes                    | Placar             |
| --------- | ---- | ------------------------ | ------ | ------------ | ---------------------------- | ------------------ |
| Vice      | 1928 | Australian Championships | Grama  | Edgar Moon   | Jean Borotra Jacques Brugnon | 2–6, 6–4, 4–6, 4–6 |
| Vice      | 1930 | French Championships     | Saibro | Harry Hopman | Henri Cochet Jacques Brugnon | 3–6, 7–9, 3–6      |

### Duplas Mistas (2 títulos, 2 vices)
| Resultado | Ano  | Campeonato                 | Piso  | Parceiro       | Oponentes                              | Placar   |
| --------- | ---- | -------------------------- | ----- | -------------- | -------------------------------------- | -------- |
| Campeão   | 1924 | Australasian Championships | Grama | Daphne Akhurst | Esna Boyd Robertson Edgar Hone         | 6–3, 6–4 |
| Campeão   | 1925 | Australasian Championships | Grama | Daphne Akhurst | Sylvia Lance Harper Robert Schlesinger | 6–4, 6–4 |
| Vice      | 1926 | Australasian Championships | Grama | Daphne Akhurst | Esna Boyd Robertson John Hawkes        | 2–6, 4–6 |
| Vice      | 1927 | Australian Championships   | Grama | Youtha Anthony | Esna Boyd Robertson John Hawkes        | 1–6, 3–6 |